# Zoukaris festivus
Zoukaris festivus — вид креветок родини креветових (Palaemonidae). Описаний у 2020 році.

## Поширення
Вид поширений поблизу Антильських островів. Описаний з трьох зразків, зібраних на глибині 208—385 м неподалік Гваделупи.